# 雅浦似折尾虾
雅浦似折尾虾（学名：Uroptychodes yapensis）一种于西太平洋雅浦海沟发现的十足目鎧甲蝦類，隶属于柱臂虾科似折尾蝦屬。本种是中国科学院海洋研究所（IOCAS）在2014年12月利用“发现”号rov深海机器人（水下缆控潜水器）所发现。